# Cylindropuntia pallida
Cylindropuntia pallida, conocida comúnmente como cardo,es una especie de planta suculenta perteneciente al género Cylindropuntia, dentro de la familia Cactaceae. Es endémica del sur de México (hasta el estado mexicano de Hidalgo). Además ha sido introducida en España, Namibia, Zimbabue, Arabia Saudita y Australia, donde se le considera una especie invasora. 

## Descripción
Cylindropuntia pallida es una especie de cactus extremadamente espinoso que crece como un arbusto muy ramificado desde la base, alcanzando alturas de 1 a 1,5 m y hasta 3 m de ancho. Los tallos son erectos, articulados y están formados por segmentos que se desprenden con facilidad. Cada uno de ellos mide de 10 a 15 cm de largo y de1,6 a 2,5 cm de diámetro. Tienen forma cilíndrica, su epidermis es de color verde grisácea y presentan tubérculos claramente diferenciados.

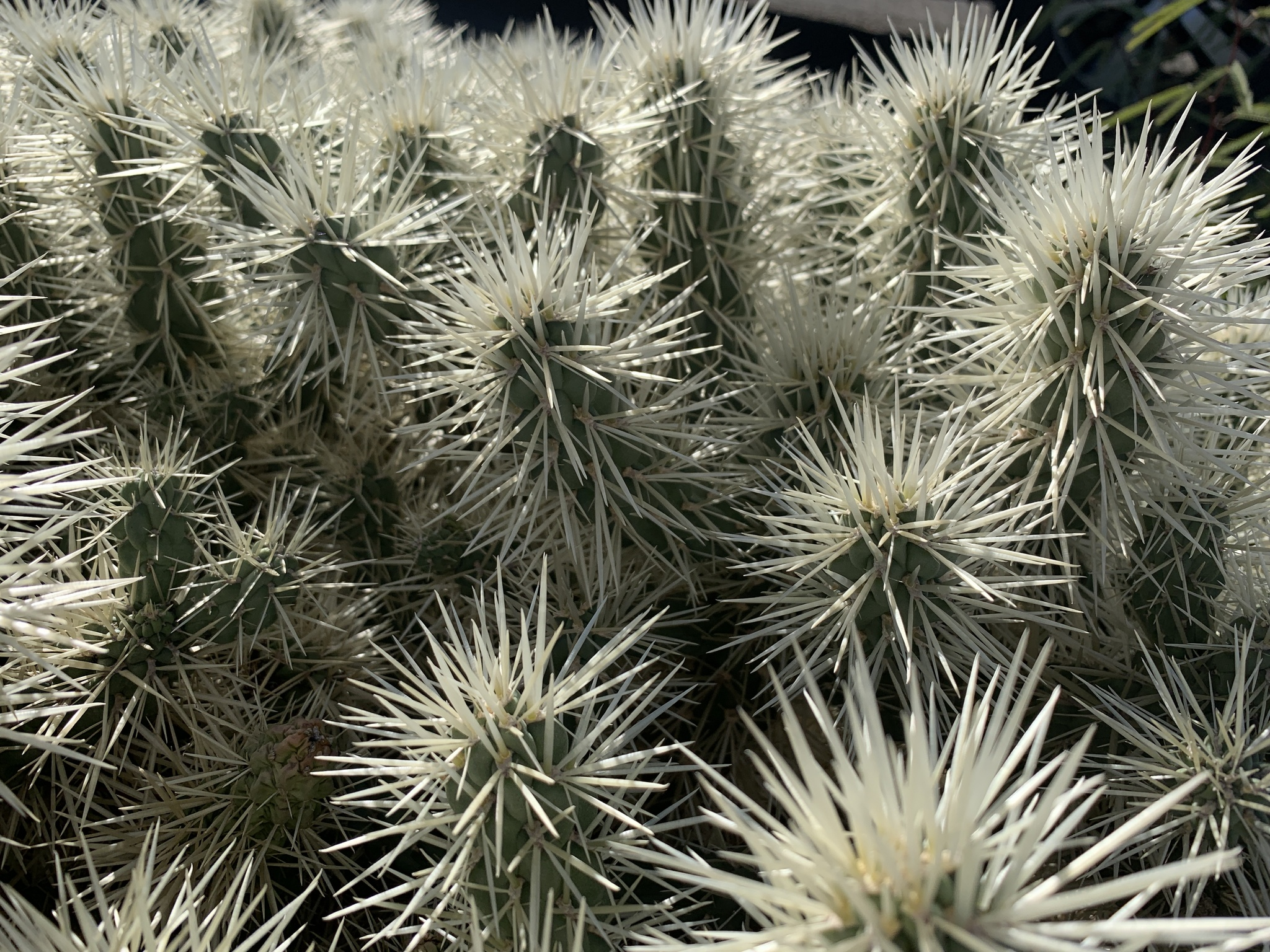
Detalle de las espinas color marfil

Sobre los tallos se asientan areolas elípticas de color amarillo, rojizo o grisáceo, miden 3 a 7 mm de largo y hasta 3 mm de ancho. Poseen gloquidios de color amarillo de 2 a 5 mm de largo. También tienen de 4 a 9 espinas aplanadas en la base, son de color marfil y miden de 4 a 5 cm de longitud. Están cubiertas por una vaina epidérmica de color pajizo que parece de papel.

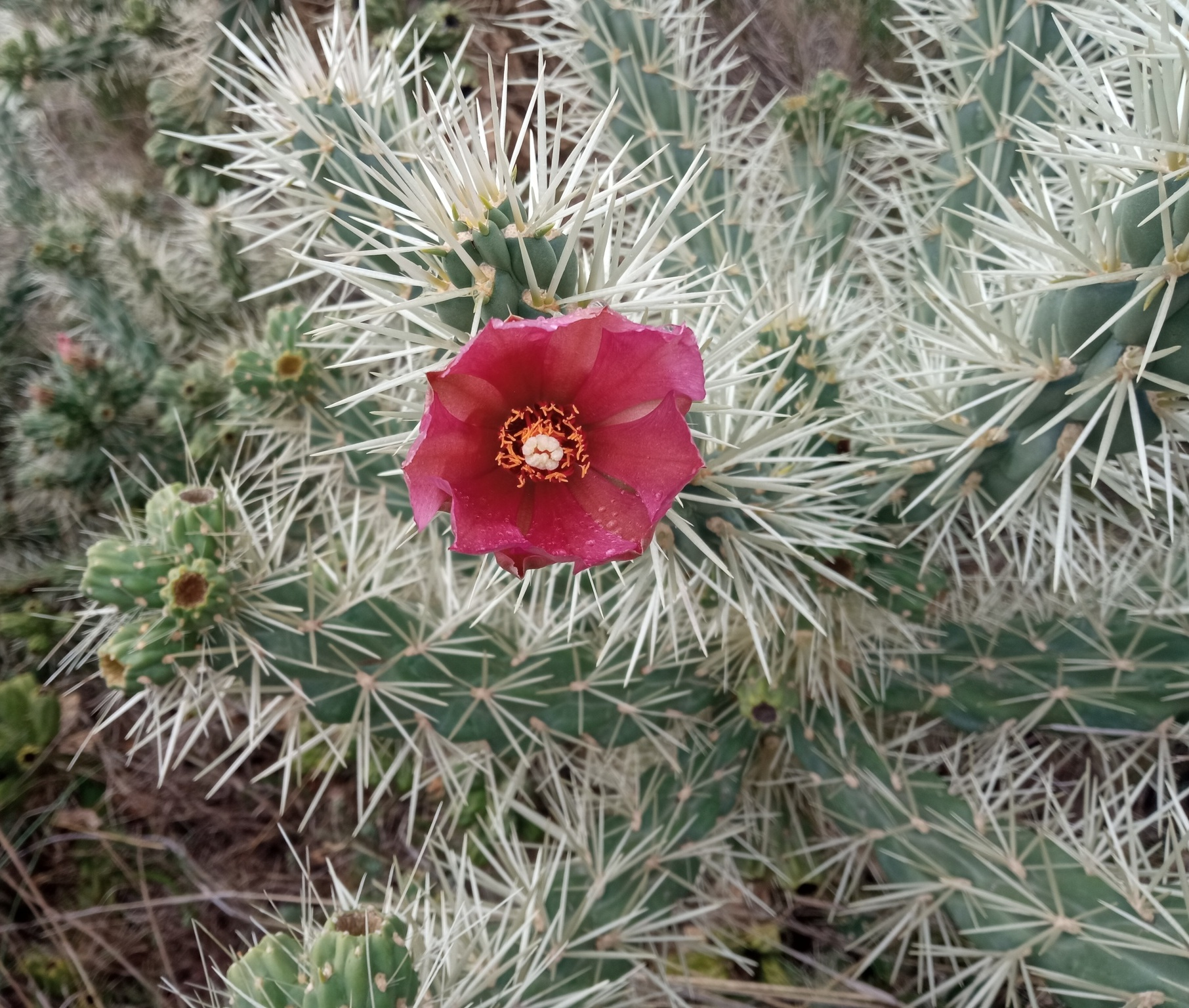
Detalle de la flor

Las flores son de color rosa-moraado y miden de 4 a 5 cm de largo. Se abren durante el día (diurnas) y son polinizadas por abejas. Tienen los estambres con las anteras doradas y los filamentos de color crema, que se tornan rosados cerca de las anteras. El estilo es de color magenta y el estigma amarillo pálido.

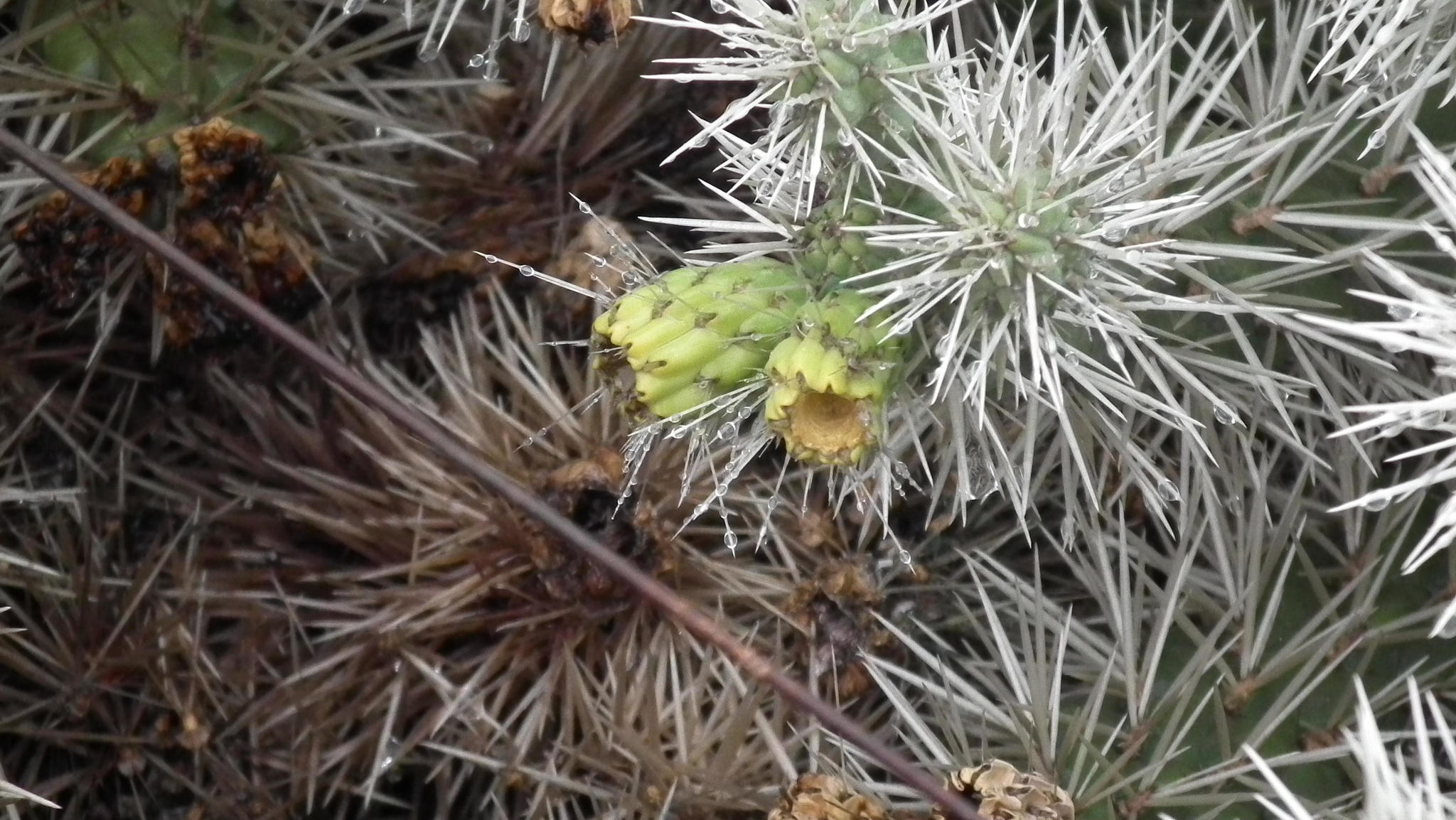
Detalle del fruto

Los frutos son de color amarillo, poseen espinas y tienen tubérculos bien definidos. Su forma va de obcónica a obovoide, tienen el ápice hundido y se disponen en grupos terminales. Miden de 3 a 3,5 cm de largo y de 1,5 a 2,5 cm de ancho. Las semillas suelen ser estériles, por lo que se suele propagar mediante tallos caídos.

## Distribución y hábitat
El área de distribución nativa de esta especie abarca el sur de México (hasta el estado mexicano de Hidalgo) y crece principalmente en biomas desérticos o de matorrales secos.

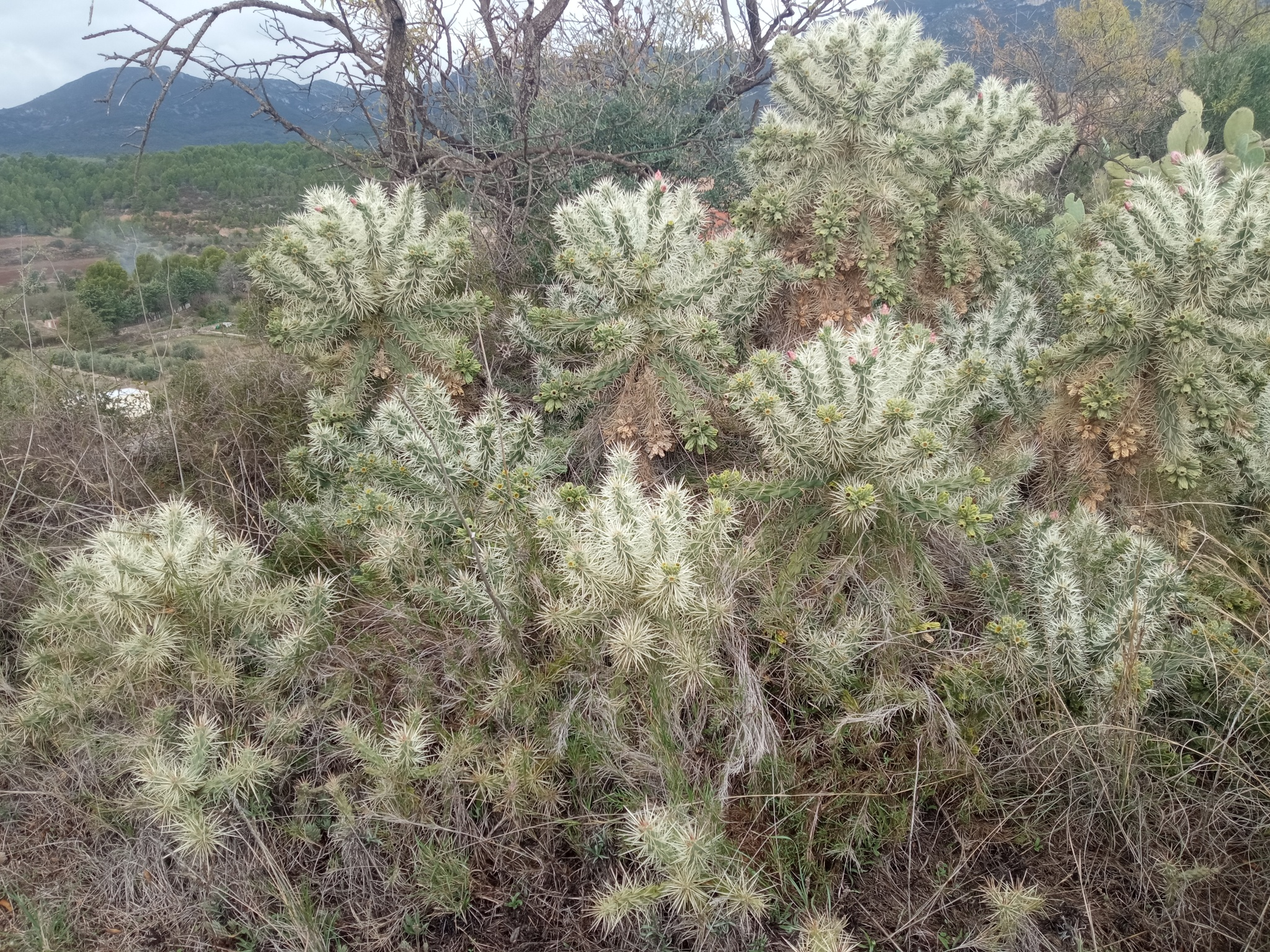
En su hábitat

Además ha sido introducida en España, Namibia, Zimbabue, Arabia Saudita y Australia, donde se le considera una especie invasora.

### Carácter invasor en España

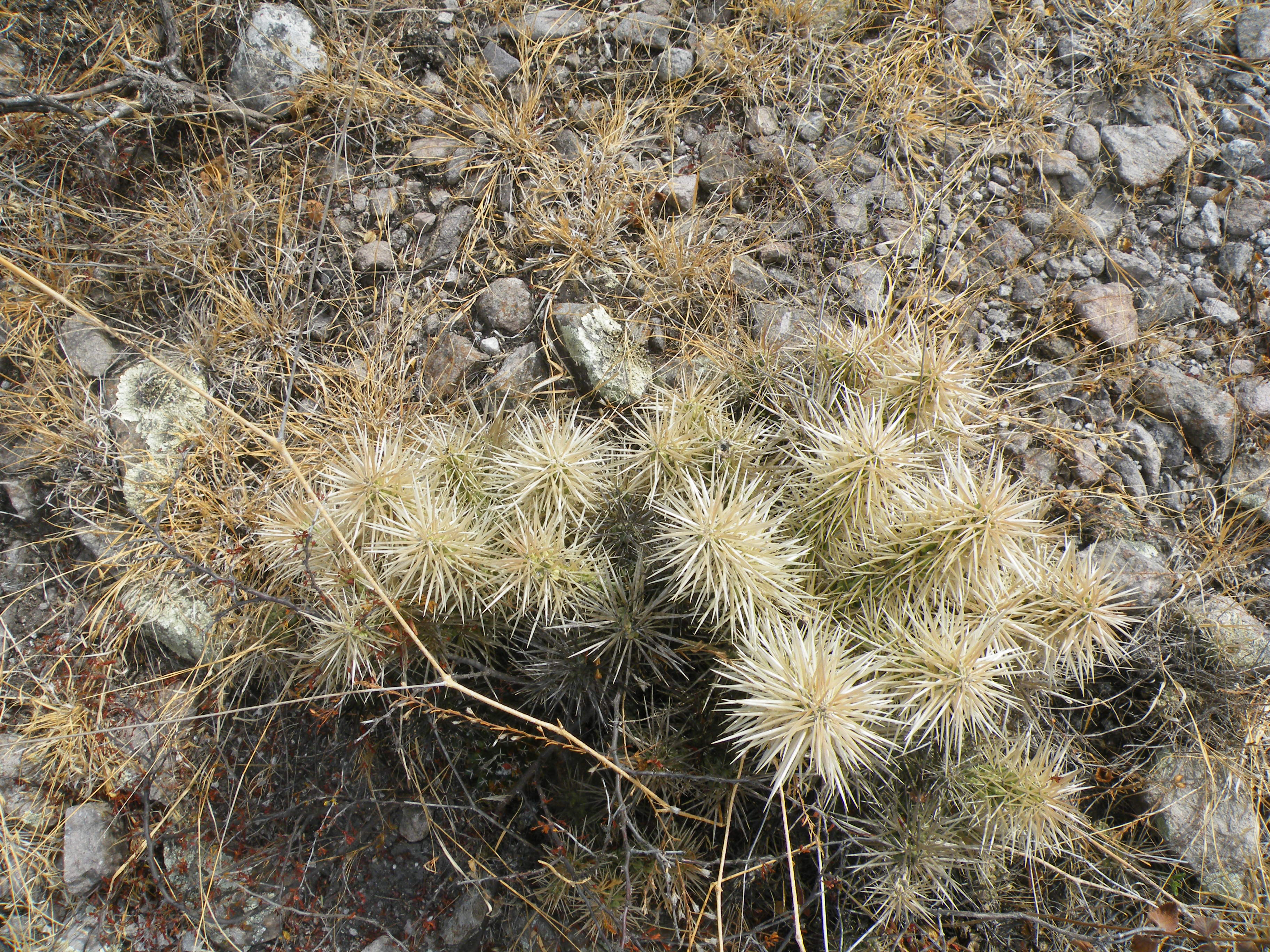
Porte de la planta

Debido a su potencial colonizador y constituir una amenaza grave para las especies autóctonas, los hábitats o los ecosistemas, todo el género Cylindropuntia ha sido incluido en el Catálogo Español de Especies Exóticas Invasoras, regulado por el Real Decreto 630/2013, de 2 de agosto, estando prohibida en España su introducción en el medio natural, posesión, transporte, tráfico y comercio.

## Taxonomía
La primera descripción de esta especie fue como Opuntia pallida, publicada en 1908 por el botánico estadounidense Joseph Nelson Rose en la revista científica Smithsonian Miscellaneous Collections 50: 507.
Posteriormente, el botánico danés Frederik Marcus Knuth colocó la especie en el género Cylindropuntia, pasando a llamarse Cylindropuntia pallida y anotando estos cambios en el libro Kaktus-ABC: 126 en el año 1936.
Etimología
- Cylindropuntia: nombre genérico formado por dos palabras: el sustantivo griego kýlindros (que significa 'cilindro') y el género Opuntia, (con el que el género tiene similitudes), haciendo referencia a la forma cilíndrica de los tallos de las plantas.[10]
- pallida: epíteto específico que proviene del latín pallĭdus (que significa 'pálido'), haciendo referencia al color pálido de sus flores, en comparación con las de Cylindropuntia imbricata.[6]

## Usos

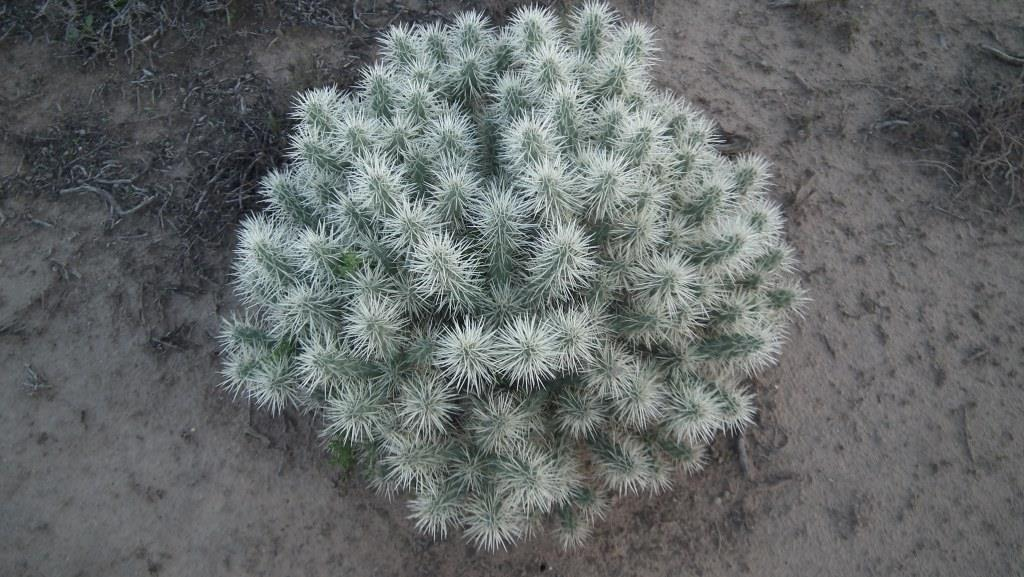
Hábito de la planta en crecimiento

Se cultiva principalmente como planta ornamental y su propagación se realiza principalmente a través de esquejes.

## Nombres comunes
Los nombres comunes de esta especie son: abrojo, cardenche, cardo, cardón, cholla cardón de Hidalgo y tencholote.